# فورد مدل سی
فورد مدل سی (انگلیسی: Ford Model C) خودرویی سایز متوسط است که توسط شرکت فورد موتور تولید شده است. این مدل در سال ۱۹۰۴ معرفی شد و یک بروزرسانی فورد مدل ای با ظاهری مدرن تر بود. این خودرو که در کارخانه  پیکت فورد ساخته شد این خودرو از مدل ای گران تر و از فورد مدل بی ارزانتر بود. تولید مدل سی در سال ۱۹۰۵ با ساخت ۸۰۰ خودرو به پایان رسید و این خودرو با فورد مدل اف جایگزین شد.